# Nagyveszverés
Nagyveszverés (szlovákul: Veľká Poloma) Veszverés településrésze, korábban önálló község Szlovákiában, a Kassai kerület Rozsnyói járásában.

## Fekvése
Rozsnyótól 7 km-re északnyugatra, a Sajó bal partján fekszik.

## Története
Veszverés falu a 13. század elején keletkezett, első írásos említése 1282-ből származik. A 14. század végén már két külön település. A pelsőci Bebek család birtoka volt. 1427-ben 32 portája adózott. 1556-ban „Polomka”, 1563-ban „Polom”, 1566-ban „Nagwezwereos”, 1580-ban „Velyka Polon”, 1680-ban „Nagy Polom aliter Superior Veszveres” néven említik. 1557-ben a török támadta meg és égette fel, lakóinak nagy része elmenekült. A név változásából kikövetkeztethető, hogy a kezdetben magyar faluba a 16. században szlovákok érkeztek. A 16. század végétől Krasznahorka várának tartozéka volt. Lakói állattenyésztéssel, erdőgazdálkodással, szénégetéssel és fuvarozással foglalkoztak.
A 18. század végén Vályi András így ír róla: „VESZVERES. K. és N. Veszveres. Két tót falu Gömör Várm. földes Urok Gr. Andrásy Uraság, lakosaik többfélék; Kis Veszveres Nagynak filiája; amabban van deszka, fűrész malom, és réz olvasztó ház is; földgyeiknek egy része hegyes, a’ többi pedig középszerű; vas műhelyeik vagynak a’ saját, és szomszéd határokban, piatzok két, ’s három mértföldnyire.”
1828-ban 96 házában 722 lakos élt, akik erdei munkákból és a környék üzemeiben végzett munkából éltek.
A 19. század közepén Fényes Elek eképpen írja le: „Veszverés (Kis- és Nagy-), (Mala-Poloma és Welka-Ploma), Gömör v. két tót falu, ut. p. Rosnyóhoz 1 órányira: az első 72 kath., 475 ev.; a második 211 kath., 563 evang. lak. Kath. és evang. anyatemplommal. Határa messze kiterjedt; erdejök, legelőjök bő, de a sok hegy miatt földjök kevés. Lakosai híres fuvarosok, s Posonig is eljárnak. F. u. a gr. Andrásy nemzetség.”
1873-ban és 1875-ben súlyos kolerajárvány pusztított, melynek több mint 150 áldozata volt. 1893-ban mintegy 50 ház égett le a faluban.
Borovszky Samu monográfiasorozatának Gömör-Kishont vármegyét tárgyaló része szerint: „Nagyveszverés, a Sajó mentén fekvő tót kisközség, körjegyzőségi székhely, 162 házzal és 796, nagyobbára ág. ev. h. vallású lakossal. E községben 1427-ben a pelsőczi Bebekeknek már 32 jobbágyportájuk volt, a mi azt bizonyítja, hogy akkor már a nagyobb helységek közé tartozott. Valószínü, hogy a mai két Veszverés akkoriban egy községet alkotott. Később a Bebekek többi birtokaival együtt az Andrássyak tulajdonába került és most is gróf Andrássy Gézának van itt nagyobb erdőbirtoka. 1757-ben Gömöry János zálogos birtoka volt. A község mai elnevezése ősrégi, de Welka-Poloma tót neve is ismeretes volt. Lakosainak nagy része régebben fuvarozással foglalkozott és a „Polumai fuvarosok” híresek voltak. Két templom van a községben. Az ág. h. ev. templom 1787-ben, a róm. katholikus 1808-ban épült. E templom sírboltjában nyugszik gróf Andrássy József és fia Károly. Ide tartozik a szulova-aljai fűrésztelep. Szulován van a gróf Andrássy Géza vadászkastélya, mely a nyár egy részén a grófi családnak kedvelt tartózkodási helye. A községben van posta és vasúti megállóhely.”
1910-ben 779, többségben szlovák lakosa volt, jelentős magyar kisebbséggel. 1920-ig Gömör és Kishont vármegye Rozsnyói járásához tartozott.
A második világháború idején lakói támogatták a partizánokat. 1944. október 16-án a németek határában lőttek le egy szovjet repülőgépet. A települést 1945. január 23-án szabadította fel a 2. ukrán front kötelékében harcoló 4. román hadsereg. Kis- és Nagyveszverést 1958-ban egyesítették.

## Nevezetességei
- Evangélikus temploma 1784-ben épült klasszicista stílusban.
- Szent József tiszteletére szentelt, római katolikus temploma 1802-ben épült klasszicista stílusban.
- Zsírkő bányászata.

## Híres emberek
Az evangélikus lelkészlakban született 1823. január 6-án Kellner Péter (Peter Kelner Hostinský) szlovák író, újságíró, a szlovák nemzeti mozgalom harcosa. Emléktáblája az épület falán található.

## Lásd még
- Veszverés
- Kisveszverés

## Külső hivatkozások
- Hivatalos oldal
- Községinfó
- veszverés Szlovákia térképén
- Veszverés Rozsnyó város térsége honlapján
- Tourist-channel.sk
- Veszverés a Gömör-Kishonti régió honlapján
- E-obce.sk Archiválva 2007. november 23-i dátummal a Wayback Machine-ben